# アテニア
株式会社アテニア（英: Attenir Corporation）は、化粧品・健康食品・アパレル商品の製造および販売を行う企業。
ファンケルグループの一員である。機能性表示食品も展開している。

## 提供番組
- 木曜劇場（フジテレビ系）[注釈 1]
- 金曜プレステージ（フジテレビ系）
- 土曜プレミアム（フジテレビ系）
- 花王愛の劇場（TBS、ヒッチハイク）